# Vito De Palma
Vito Francesco Antonio De Palma (Bari, 25 de diciembre de 1958) es un comentarista de fútbol y periodista deportivo ítalo-Argentino de televisión. Actualmente trabaja para ESPN y reside en Buenos Aires, Argentina

## Biografía
Vito De Palma nació en Bari, un municipio ubicado en el sur Italia. Su padre era diplomático y por ende se movía dentro del país por varias ciudades importantes como Roma, Florencia y Nápoles. Su educación escolar se vio constituida en el Liceo Luciano Manara y la Scuola Media Le Querce, entre otros. De 1973 a 1974, fue alumno de la prestigiosa Escuela Militar Nunziatella, el instituto de formación militar más antiguo de Italia. A los 25 años, Vito acompañó a su padre a su última misión diplomática en Buenos Aires, Argentina y decidió quedarse a vivir. Reside en Argentina hace 42 años al haber llegado al país suramericano en 1983. Estudió la carrera de farmacia en la Universidad de Buenos Aires e incluso llegó a tener un establecimiento en Buenos Aires.

### Trayectoria como periodista
Luego de eso, resultó por dedicarse al periodismo deportivo. Desde el primer año de carrera universitaria empezó a trabajar para el Diario Clarín en Buenos Aires como cronista. Luego de esto, ingresó al ámbito televisivo al entrar a ESPN.

### ESPN
Ingresó a la cadena deportiva internacional ESPN en el año 2000. Allí se desempeña como comentarista deportivo. Ha sido panelista para distintos programas de la cadena a lo largo de su estadía, tales como Hablemos de Fútbol y su heredero ESPN FC, el programa de su entonces colega Tito Puccetti Balón Dividido y ha aparecido esporádicamente en el programa ESPN F90, conducido por Sebastián Vignolo. También ha sido corresponsal en Italia trabajando desde el campo de juego. Actualmente comenta partidos de las múltiples competiciones de Europa, especializándose en la Serie A debido a sus fuertes raíces italianas. Ha comentado también partidos de la UEFA Champions League y la UEFA Europa League cuando juegan equipos italianos y también comenta diferentes certámenes del fútbol de selecciones internacionales donde tiende a comentar a la selección de fútbol de Italia. Ha comentado partidos con relatores como Germán Sosa, Tito Puccetti, y Jorge Barril. Con este último es constantemente asociado bajo la dupla que transmite los partidos más importantes de la Serie A y se les conoce como "La dupla del calcio" y a Vito lo llaman el Calciologo de ESPN por su amplio conocimiento sobre el fútbol italiano.

## Vida personal
Cuenta con la ciudadanía argentina ya que vive en dicho país hace 42 años y además sigue manteniendo su nacionalidad italiana. Reside en Buenos Aires, Argentina con su esposa y sus 4 hijos, dos de los cuales nacieron en Argentina.